# Klub Słowackich Turystów i Narciarzy
Klub Słowackich Turystów i Narciarzy (słow. Klub slovenských turistov a lyžiarov, KSTL) – słowacka organizacja turystyczna działająca w okresie wojennej Pierwszej Republiki Słowackiej oraz w pierwszych latach po II wojnie światowej.

## Geneza i powstanie
Gdy w październiku 1938 roku, na mocy układu monachijskiego Czechosłowacja utraciła na rzecz Niemiec tzw. Kraj Sudetów, państwo przekształcono w federację Czech i Słowacji. Następstwem tego zdarzenia było nieuchronne rozwiązanie Klubu Czechosłowackich Turystów (KČST).

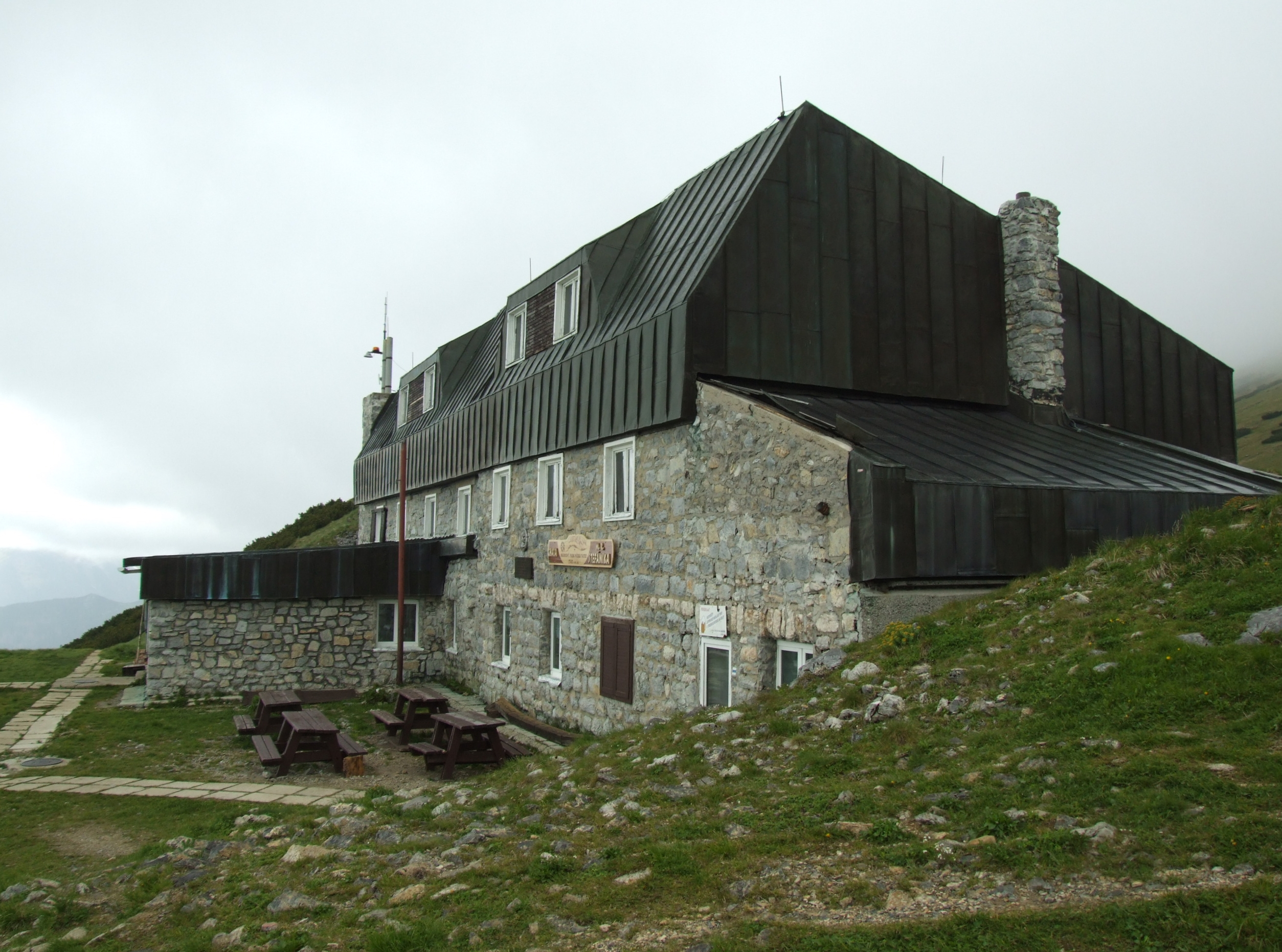
Schronisko M. R. Štefánika pod Dumberem

5 listopada tegoż samego roku zwołano do Liptowskiego Świętego Mikułasza zjazd, w którym wzięli udział przedstawiciele słowackich oddziałów KČST, Związku Narciarzy Republiki Czechosłowackiej, Towarzystwa Taterników JAMES oraz górskiej służby ratunkowej. Uchwalili oni powołanie Klubu Słowackich Turystów i Narciarzy z siedzibą w Liptowskim Mikułaszu (námiestie Slobody č. 1.), gdzie KČST miał dotąd własny budynek. Przewodniczącym Komitetu Przygotowawczego wybrano kieżmarskiego prawnika, Andreja Pitoňáka. Jego zadaniem było pozyskanie dla nowej organizacji, zgodnie z rządowym dekretem z 28 października, znajdującego się na terytorium Słowacji mienia Klubu Czechosłowackich Turystów oraz Związku Narciarzy. Rozmowy z zarządem KČST potwierdziły przekazanie wszystkich „słowackich” budynków organizacji, nowemu podmiotowi. Wśród oddanych obiektów znalazły się m.in. Schronisko Holubego (w Białych Karpatach), Schronisko Štefánika pod Dumbierem, Schronisko pod Chabencem, Schronisko pod Veľkim bokiem (wszystkie w Niżnych Tatrach), Schronisko pod Kozicą, Schronisko pod Rysami (oba w Tatrach Wysokich), dom w Liptowskim Mikułaszu (Liptów), Schronisko na Kláštorisku (w Słowackim Raju), Schronisko Zadielskie, Schronisko przy Domicy, dom w Jasovie (wszystkie w Krasie Słowacko-Węgierskim). Część z nich od pierwszego dnia powołania Klubu znalazła się na terytorium, które zgodnie z arbitrażem wiedeńskim zajęły Węgry.
Słowacki klub podjął jednocześnie współpracę ze swoim odpowiednikiem – Czeskim Klubem Turystów i Narciarzy. Zakładano również powołanie związku Turystów i Narciarzy Republiki Czecho-Słowackiej. Plany te nie doczekały się realizacji ze względu na zajęcie Czech, utworzenie Protektoratu Czech i Moraw oraz Kraju Słowackiego (tzw. Pierwszej Republiki Słowackiej).
15 stycznia 1939 roku odbył się zjazd KSTL, na którym wybrano przewodniczącego (Andrej Pitoňák), honorowego przewodniczącego (Miloš Janoška na okres jednego roku), czterech wiceprzewodniczących, kierowników sześciu powołanych sekcji (turystycznej, narciarskiej, wspinaczkowej, wodnej, fotograficznej i ratowniczej),  sześciu członków Komitetu Wykonawczego, a także księgowego i jego zastępcę. Jednocześnie automatycznie nadano członkostwo organizacji wszystkim dotychczasowym członkom Klubu Czechosłowackich Turystów z terytorium Słowacji. Zlikwidowano podział na oddziały regionalne (dosłownie žúpy), zaś w ich miejsce miano powołać co najmniej pięć obwodów. Centrala KSTL znajdowała się przy dworcu kolejowym w Liptowskim Mikułaszu.

## Działalność

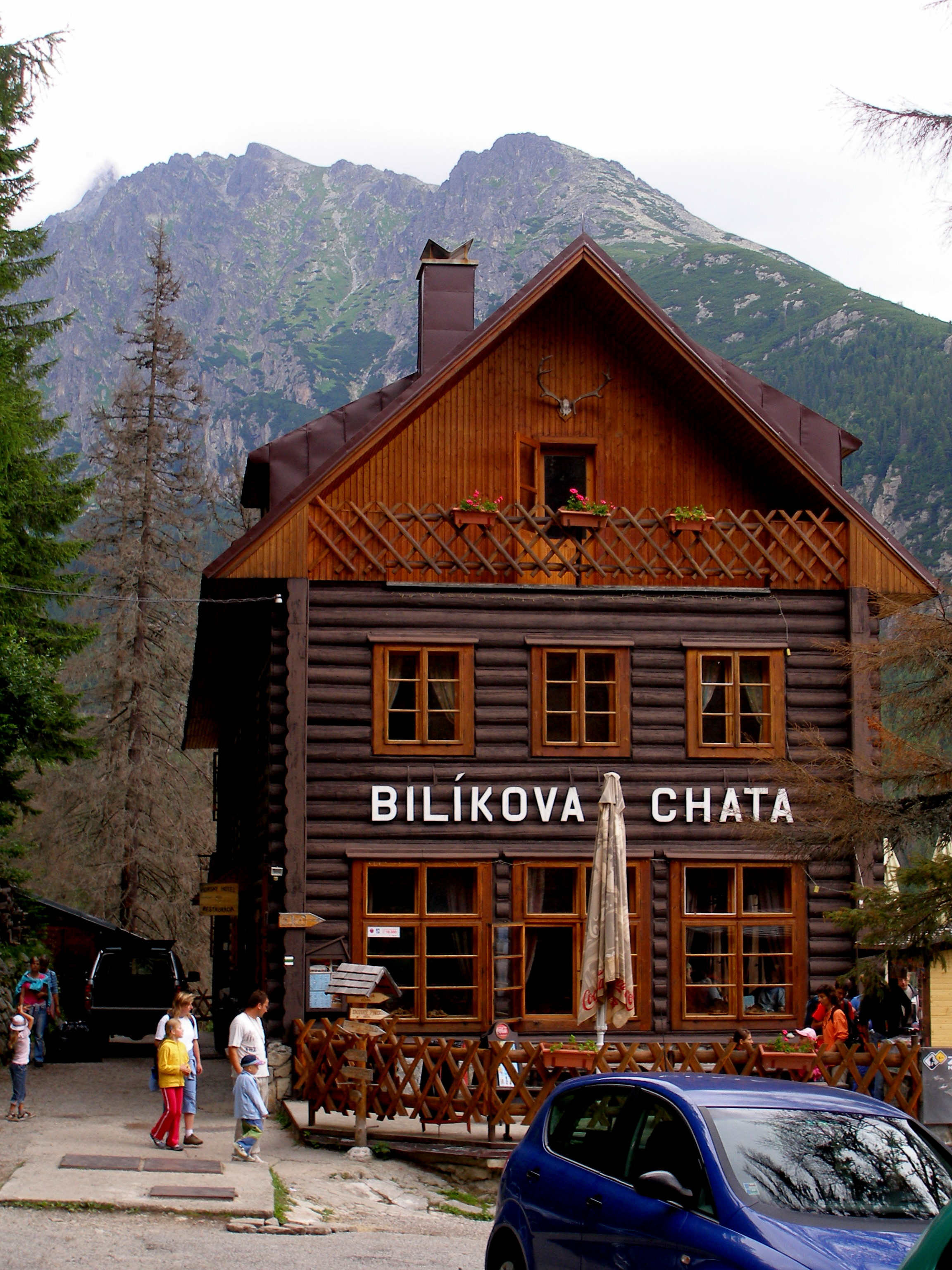
Schronisko Bilíka

Przyjęto zasadę, że w jednej miejscowości działać może tylko jeden oddział Klubu. W 1939 roku takich oddziałów było 68, a zrzeszonych było w nich 3935 osób. Rok później liczby te wzrosły odpowiednio do 59 i 8141. W szczytowym momencie w 1947 roku KSTL miał 13 397 dorosłych członków w 93 oddziałach. Osobno prowadzono zapisy w kategorii dzieci i młodzieży. Najludniejsze były oddziały w Bratysławie i Bańskiej Szczawnicy.
Gdy w sierpniu 1944 roku na Słowacji wybuchło powstanie narodowe (SNP), wielu funkcjonariuszy i członków klubu w mniej lub bardziej otwarty sposób pomogało partyzantom, rannym i poszukiwanym. 46 członków KSTL poniosło podczas powstania śmierć. Wśród bardziej znanych są chociażby późniejsi patroni tatrzańskich schronisk – narciarze Ján Rašo (Schronisko Ważeckie) i Pavol Bilík (Schronisko Bilíka). Oprócz nich zamordwano także Eduarda Hrnčírika z Baťovan, Jána Žuffę, czy naczelnika sekcji narciarskiej Jána Bezrouka.
Powstanie, jego tłumienie, a następnie „oswobodzenie” kraju przez wojska radzieckie nie przeszły bez śladu na infrastrukturze turystycznej na Słowacji. Zniszczeniu uległo 56 schronisk KSTL, a dalsze 15 zostało uszkodzonych. Łącznie stanowiło to olbrzymią większość przedwojennych budynków klubu. Dzięki pomocy rządowej większość z nich udało się po wojnie odbudować lub odremontować. Podobnie rzecz miała się ze szlakami turystycznymi i ich oznakowaniem, które w czasie walk niemal w całości zostały zniszczone.
Klub przejęł też po KČST wchodzące nieprzerwanie od 1921 roku czasopismo Krásy Slovenska. W roku 1946, kiedy pismo obchodziło 25. rocznicę powstania, magazyn prenumerowało ponad 1300 osób.

### Sekcje
Sekcja turystyczna prowadziła zarówno zajęcia wykładowe, jak i praktyczne. To działaniu tej sekcji należy przypisać przywrócenie corocznych masowych wypraw na Krywań.
Ważnym ogniwem Klubu była sekcja narciarska. Już na początku działalności zrzeszała 314 osób w 23 ośrodkach. W ciągu ośmiu lat liczba członków wzrosła ponad dwuipółkrotnie. Dzięki rządowej pomocy z funduszu szkolnictwa i oświaty, KSTL organizował szereg kursów i szkoleń podnoszących kwalifikacje narciarskie wśród uczestników. Podczas Igrzysk Olimpijskich w Sankt Moritz (1948) w barwach Czechosłowacji wystąpiło dwóch narciarzy klubu – Štefan Kovalčík (biegi narciarskie) i Daniel Šlachta (narciarstwo alpejskie). Oprócz narciarstwa sportowego, sekcja zajmowała się także (choć w mniejszym stopniu) narciarstwem rekreacyjnym.
Sekcja sportów wodnych, który liczył sobie blisko 900 członków i zajmowała się głównie budową stanic, prowadzeniem kursów instruktorskich, ale także braniem udziału w zawodach. Po wojnie zapoczątkowano rozgrywanie memoriału Ivana Hargaša (Hargašov memoriál), który organizowany jest do dziś. Wśród większych sukcesów sekcji należy wymienić kwalifikację na rozgrywane w 1948 roku w Londynie Igrzyska Olimpijskie kajakarza Jana Matochy. Na przeszkodzie do większej popularności sportów wodnych stanęła wysoka cena niezbędnego sprzętu oraz niedobór miejsc, w których dyscypliny te można by trenować.
Oddział JAMES KSTL, a więc sekcja wspinaczkowa, dzięki funduszom z komitetu oświaty organizowała kursy dla taterników oraz ratowników, podczas których nadawano stosowne uprawnienia. Ukoronowaniem były tak zwane tygodnie wspinaczkowe (więcej w haśle o JAMES). Grupa grotołazów swoją uwagę skupiała na odkrywaniu nowych oraz poprawie dostępu do znanych wcześniej jaskiń w słowackich górach. Grupa jaskiniowa liczyła sobie 71 członków, a do sekcji wspinaczkowej należało pod koniec działalności Klubu 208 osób.
Sekcja ratownicza rozpoczynała działalność niemal od podstaw, dlatego w pierwszej kolejności jej członkowie zmuszeni byli opracować system pracy oraz zakupić sprzęt (częściowo od Czerwonego Krzyża). Sekcja działała we współpracy z tą organizacją. W samym 1947 roku przeprowadziła 15 dużych i kilkadziesiąt mniejszych operacji ratunkowych.
Członkowie sekcji fotoamatorów nie tylko organizowali wystawy, poprzez które propagowali piękno Słowacji, ale także z powodzeniem startowali w konkursach poza granicami swojego kraju.

## Reorganizacja i rozwiązanie
5 maja 1945 r., a więc kilka tygodniu po przejściu przez terytorium Słowacji wojsk radzieckich, odbył się zjazd organizacji związanych z szeroko rozumianym sportem, które powołały Centralny Komitet Wychowania Fizycznego (Ústredný národný telovýchovný výbor). W zjeździe tym nie brali udziału przedstawiciele Klubu, a decydujący głos mieli członkowie stowarzyszenia Sokol. Bezpośrednio po zakończeniu wojny, 16 maja 1945 r., słowacki Komisarz Spraw Wewnętrznych wyznaczył czteroosobową komisję, która miała nadzorować organizację i zarządzanie mieniem przez KSTL. Z uwagi na potrzebę ponownego uruchomienia po wojnie wszystkich komórek Klubu, rząd przyznał mu pół roku na dokonanie reorganizacji. W związku z tymi działaniami pod koniec września tego samego roku odbył się pierwszy powojenny walny zjazd KSTL. Na zgromadzeniu w Szczyrbskim Jeziorze przewodniczącym wybrano Gustáva Nedobrego. Jednocześnie zatwierdzono też nowy statut i regulamin towarzystwa. Dzięki temu pierwsze państwowe pieniądze na odbudowę infrastruktury turystycznej (w wysokości 20 milionów koron) napłynęły do Klubu jeszcze w roku 1945.
3 lipca 1946 r. odbyła się kolejna konferencja, w której tym razem wzięły udział niemal wszystkie organizacje okołosportowe na Słowacji, w tym Sokol, KSTL, czy Związek Młodzieży Słowackiej. Podczas obrad uchwalono pomysł powołania Czechosłowackiego Związku Wychowania Fizycznego (słow. Československý telovýchovný zväz). Mimo uczestnictwa, Klub był zjednoczeniu niechętny. Jeszcze w kwietniu 1946 r. wydał memorandum wzywające m.in. prezydenta, premiera, Izbę Komisarzy Słowackiej Rady Narodowej, ministrów, komisarzy, posłów Zgromadzenia Narodowego, posłów Rady Narodowej, komisarza Komunistycznej Partii Czechosłowacji i innych do wycofania się z projektu ustawy, która miała KSTL przymusowo włączyć do centralnej organizacji wychowania fizycznego.
W 1947 r. Klub Słowackich Turystów i Narciarzy osiągnął porozumienie z Klubem Czeskich Turystów, co do utworzenia Klubu Czechosłowackich Turystów. Jako oficjalne powody podawano wspólne działania na rzecz rozwoju turystyki. Wydaje się jednak, że KSTL tym ruchem chciał jednocześnie zapewnić dowód, że popiera centralizacje organizacji turystycznych. Zabieg ten nie powiódł się jednak, bowiem we wrześniu 1947 r. Izba Komisarzy uznała Sokol za jedyną i pełnoprawną organizację sportową na Słowacji. Decyzję tę potwierdziła później ustawa nr 187/49 z 14 lipca 1949 r. o państwowej trosce o telewizję i sport – jedyną organizacją sportową dopuszczoną na jej mocy do działania był właśnie Zjednoczony Związek Wychowania Fizycznego Sokol.
Na 24 i 25 września 1949 r. zwołano do Bratysławy ostatni zjazd Klubu. Komitet Wykonawczy Sokola zastrzegł sobie prawo ułożenia tekstu zaproszenia i wglądu w listę delegatów. Znajdując się pod polityczną presją, kierownictwo KSTL przedstawiło swoje stanowisko, w którym stwierdziło, że w pełni respektuje decyzję Sokola co do fuzji z Klubem, czy też raczej włączenia Klubu do Sokola. W tekście oświadczenia znalazło się także sformułowanie, że kierownictwo uznaje takie rozwiązanie za „jedyne możliwe i właściwe”. Likwidacja Klubu stała się faktem, a zniszczeniu uległo około 3000 książek z klubowej biblioteki. Częściowo ocalały jedynie zbiory poszczególnych oddziałów, jak choćby 442 woluminy w Centralnym Archiwum Państwowym w Bratysławie.